# Ле Фе, Энцо
Энцо́ Жереми́ Ле Фе (фр. Enzo Jérémy Le Fée; 3 февраля 2000, Лорьян, Франция) — французский футболист, полузащитник английского клуба «Сандерленд». Участник летних Олимпийских игр 2020 в Токио.

## Клубная карьера
Ле Фе — воспитанник клуба «Лорьян» из своего родного города. 10 мая 2019 года в матче против «Сошо» он дебютировал в Лиге 2. В 2020 году Ле Фе помог клубу выйти в элиту. 23 августа в матче против «Страсбура» он дебютировал в Лиге 1. 22 августа 2021 года в поединке против «Монпелье» Энцо забил свой первый гол за «Лорьян».  

## Международная карьера
В 2021 году Ле Фе принял участие в Олимпийских играх в Токио. На турнире он сыграл в матчах против команд Мексики и Японии и ЮАР.